# Through Eons to Now
Through Eons to Now (deutsch „Durch Äonen bis jetzt“) ist das Debütalbum des Ombak Trio, bestehend aus Giovanni Maier, Cene Resnik und Stefano Giust. Die wohl um 2019 entstandenen Aufnahmen erschienen am 24. März 2020 auf Setola di Maiale, dem Label des beteiligten Schlagzeugers Stefano Giust.

## Hintergrund
Das Ombak Trio, das Stefano Giust zusammen mit dem Saxophonisten Cene Resnik und dem hier Violoncello spielenden Bassisten Giovanni Maier bildet, widmet sich der frei improvisierten Musik und dem Free Jazz. Es spielte auf dem Album sechs ausgedehnte Improvisationen. Maier hatte bereits zuvor 2016 im Trio von Cene Resnik mit Zlatko Kaučič gespielt (Watch for Dogs: Shades of Colors), erschienen auf Not Two Records.

## Titelliste
- Ombak Trio: Through Eons to Now (Setola Di Maiale SM4070)[1]

1. Rapidly Changing Contexts 12:23
2. A Wrong Way to Be Right 7:57
3. Practice of a Principle 9:42
4. Watching Under the Carpet 9:52
5. Consequences f a Doubt 8:15
6. End of Western Criteria 12:15

## Rezeption
Dieses Trio würde den Hörern hier keinen Moment der Ruhe geben, schrieb Ben Taffijn (Nieuwe Noten). Resnik gebe sich scharfen Ausbrüchen hin, Giust liefere dazu starke Würfe und Maier sorge für eine ebenso kraftvolle Stimmung. Auch in „A Wrong Way to be Right“ erhöhe das Trio die Spannung. Wunderbar sei auch, wie sich hier das etwas melodische Material zu einem dichten, aber auch zunehmend hektisch klingenden Ganzen zusammenfüge. Und auch hier könne man erleben, wie Resnik den Klang seines Saxophons auf die Spitze treibe. In „Practice of Principle“ gehe es wiederum etwas ruhiger zu, aber auch hier sei die zugrunde liegende Spannung deutlich spürbar, insbesondere durch die geräuschbezogenen Muster von Guist und Maier. Lediglich in „Watching Under the Carpet“ stoße man auf so etwas wie eine balladenhafte Stimmung, bestimmt durch auffallend intimes Klimpern von Maier, abwechselnd mit wunderschön schwebenden Linien Resniks. Auch die letzten beiden Stücke, „Consequences of a Doubt“ und „End of Western Criteria“, seien etwas Besonderes, vor allem wegen Maiers düsterem Cellospiel und Resniks ergreifendem Spiel auf dem Sopransaxophon.